# Osadnictwo żydowskie w Palestynie
Osadnictwo żydowskie w Palestynie – Jiszuw (hebr. ‏יִשּׁוּב‎, dosłownie „osiedle”) lub Ha-Jiszuw (‏הַיִשּׁוּב‎), pełna nazwa ‏הַיִשּׁוּב היהודי באֶרֶץ יִשְׂרָאֵל‎ ha-jiszuw ha-Jehudi be-erec Jisra’el („Żydowskie osadnictwo w Ziemi Izraela”) – rozpoczęło się około 1841 roku i doprowadziło do powstania współczesnego państwa Izrael.
Czasami wyróżnia się Stary Jiszuw i Nowy Jiszuw.
Stary Jiszuw odnosi się do wszystkich Żydów żyjących w Palestynie przed aliją rozpoczętą w 1882 roku przez ruch syjonistyczny. Ludzie Starego Jiszuwu byli ortodoksyjnymi Żydami żyjącymi najczęściej w Jerozolimie, Safedzie, Tyberiadzie i Hebronie. Niewielkie społeczności były w Jafie, Hajfie, Peki’in, Akka i Nablusie. Większość z nich koncentrowała się na studiowaniu Tory. Utrzymywali się dzięki pomocy finansowej Żydów z diaspory.
Nowy Jiszuw odnosi się do wszystkich Żydów, którzy zamieszkali poza murami Jerozolimy począwszy od 1860 roku. Byli to wszyscy ci, którzy przyjechali do Palestyny w kolejnych falach alii. Rozpoczęte przez nich osadnictwo doprowadziło do powstania państwa Izrael.

## Historia

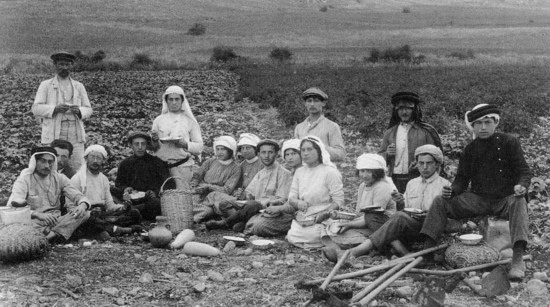
Druga alija

W 1841 roku Żydzi zakupili w Palestynie pierwszy gaj pomarańczowy. Uczyniono to za pieniądze brytyjskiego finansisty sir Mosesa Montefiore, a za namową rabina Cwiego Hirsza Kaliszera. W tym czasie w Jerozolimie żyło 500 Żydów, a naczelnym rabinem Jerozolimy był Samuel Salant.
W 1856 roku w Jerozolimie żyło już ponad 5 tys. Żydów. W 1863 roku Jechiel Brill rozpoczął w Jerozolimie wydawać pierwsze hebrajskie czasopismo „Ha-Lewanon”.
W 1870 roku Żydzi z francuskiej organizacji Alliance Israélite Universelle wykupili w Palestynie mały obszar ziemi (nazwany Mikwat Israel), na którym założyli szkołę rolniczą. Dyrektorem szkoły został Charles Nettner. Do tego miejsca przybywali Żydzi z Europy Środkowej i Wschodniej, zwłaszcza z terenów Rosji. Osadnictwo rolnicze w Palestynie finansował baron Edmond James de Rothschild. Rothschild założył PICA (The Palestine Jewish Colonization Association). Na wsparcie osadnictwa przekazał ponad 50 mln dolarów, oraz dodatkowo wiele milionów na rozwój przemysłu. W owym czasie w Jerozolimie mieszkało już około 14 tys. Żydów i wkrótce stali się większością w mieście.
W 1879 roku organizacja Alliance Israélite Universelle po raz kolejny wykupiła w Palestynie mały obszar ziemi. Znajdował się on w pobliżu Jafy. Utworzono w tym miejscu kolonię rolniczą Petach Tikwa (pol. Drzwi nadziei). Mordechaj Diskin pomógł założyć tutaj pierwszą nowoczesną szkołę religijną Necach Israel.
W 1880 roku do Palestyny przybyła fala żydowskich uchodźców z Jemenu. Szacuje się, że w owym czasie w Palestynie obok 500 tys. muzułmanów żyło około 40 tys. Żydów.

### Pierwsza alija (1881–1903)
W latach 1881–1903 do Palestyny napłynęła pierwsza fala żydowskich imigrantów.
Była to tzw. pierwsza alija (dosłownie: „wstąpienie” – tak Żydzi mówią o powrocie do „ojczyzny swoich ojców”). Szacuje się, że w tym okresie osiedliło się w Palestynie około 25 tys. Żydów. Byli to głównie rosyjscy Żydzi uciekający przed pogromami.

### Druga alija (1904-1913)

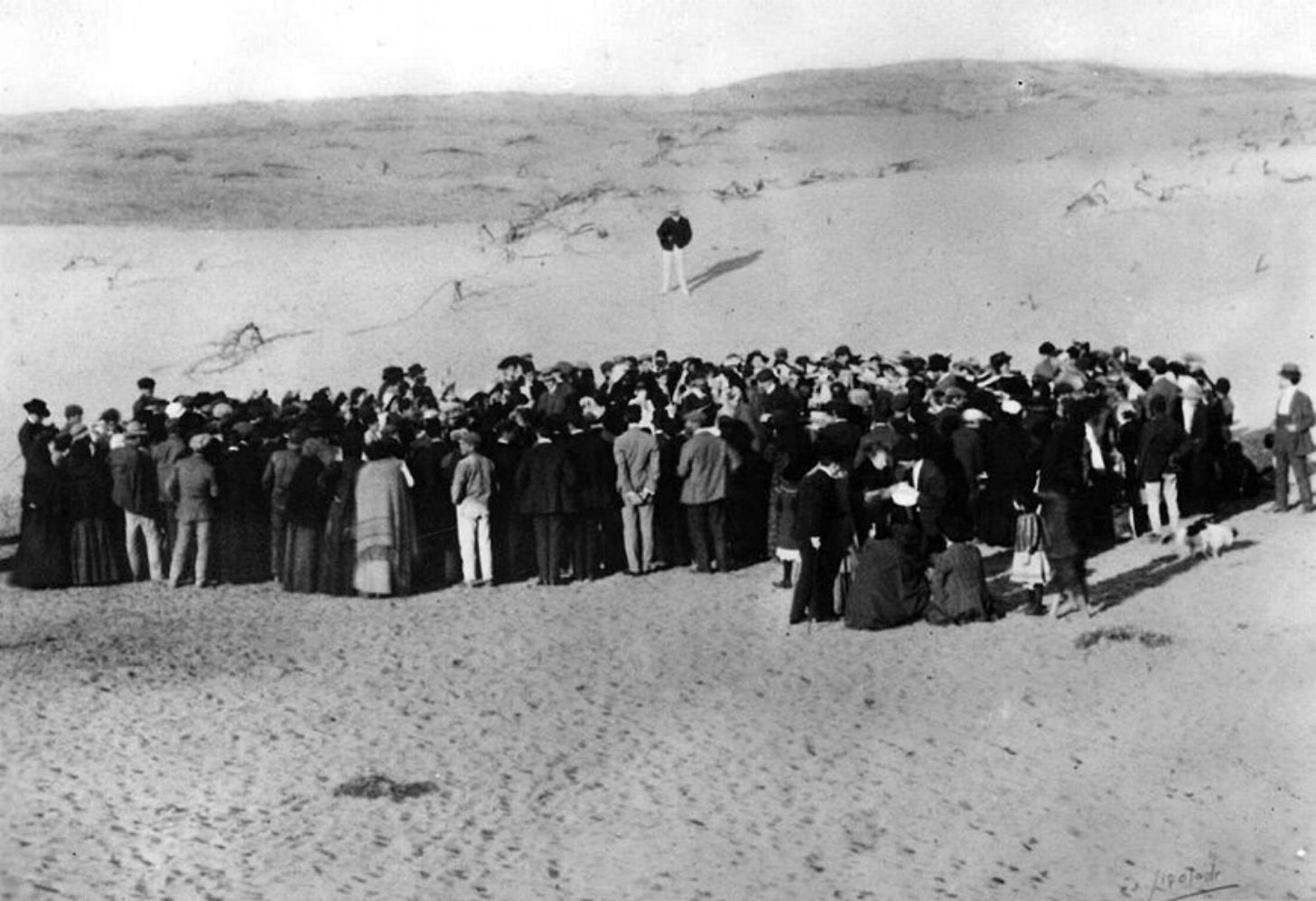
Założenie Tel Awiwu, 1909 rok

W latach 1904–1913 do Palestyny przybyła kolejna fala żydowskich imigrantów. W drugiej alii do Palestyny przybyło około 40 tys. Żydów. Owi pionierzy (hebr. ‏חלוצים‎ [chalucim]) zakładali wspólnoty rolnicze, rekultywowali bagna w Dolinie Ha-Chula, Pustynię Judzką i nadmorski pas wydm. Założyli nadmorskie miasto Tel Awiw i sieć małych osad rolniczych.

### Trzecia alija (1919–1923)
W latach 1919–1923 do Palestyny przybyła kolejna fala żydowskich imigrantów. Szacuje się, że w tym okresie osiedliło się w Palestynie około 35 000 Żydów pochodzących z Europy Wschodniej. Byli to najczęściej młodzi ludzie, aktywiści organizacji syjonistycznych.
Osuszono wówczas i skolonizowano tereny Doliny Jezreel i Równiny Hefer. Zakładano osady wiejskie, przeprowadzano meliorację i budowano drogi.

### Brytyjski Mandat Palestyny
1 lipca 1920 roku oficjalnie Palestyna przypadła Wielkiej Brytanii, na mocy traktatu pokojowego z Turcją.
Zaczął się okres brytyjskiej administracji cywilnej w Brytyjskim Mandacie Palestyny.
W maju 1921 roku Arabowie dokonali pogromów Żydów w Jafie, jak również w Judei i Samarii. Przez 3 dni grabiono i mordowano Żydów. Rozruchy zostały powstrzymane przez brytyjskie wojsko. W starciach zginęło 79 Żydów i 48 Arabów. Arabowie po raz kolejny zażądali od Brytyjczyków cofnięcia prawa swobodnej emigracji żydowskiej do Palestyny. Groźbą były kolejne rozruchy i pogromy ludności żydowskiej.
Aby uspokoić Arabów, Wielka Brytania zdecydowała się w 1921 roku podzielić terytorium mandatowe Palestyny i utworzyć arabskie państwo – Emirat Transjordanii. Rząd Wielkiej Brytanii opublikował także 18 czerwca 1922 roku pierwszą „białą księgę”, która ograniczała roczną wielkość żydowskiej emigracji napływającej do Palestyny.
Gdy w 1922 roku brytyjskie władze mandatowe przeprowadziły spis ludności w Palestynie, oficjalne wyniki mówiły, że pośród 752 tys. mieszkańców kraju żyje 84 tys. Żydów (11,17% ogółu mieszkańców).
Ludność Brytyjskiego Mandatu Palestyny:
| Rok  | Ludność   | Muzułmanie      | Żydzi         | Chrześcijanie | Inni        |
| ---- | --------- | --------------- | ------------- | ------------- | ----------- |
| 1922 | 752 048   | 589 177 (78%)   | 83 790 (11%)  | 71 464 (10%)  | 7617 (1%)   |
| 1931 | 1 036 339 | 761 922 (74%)   | 175 138 (17%) | 89 134 (9%)   | 10 145 (1%) |
| 1945 | 1 764 520 | 1 061 270 (60%) | 553 600 (31%) | 135 550 (8%)  | 14 100 (1%) |

### Czwarta alija (1924–1931)

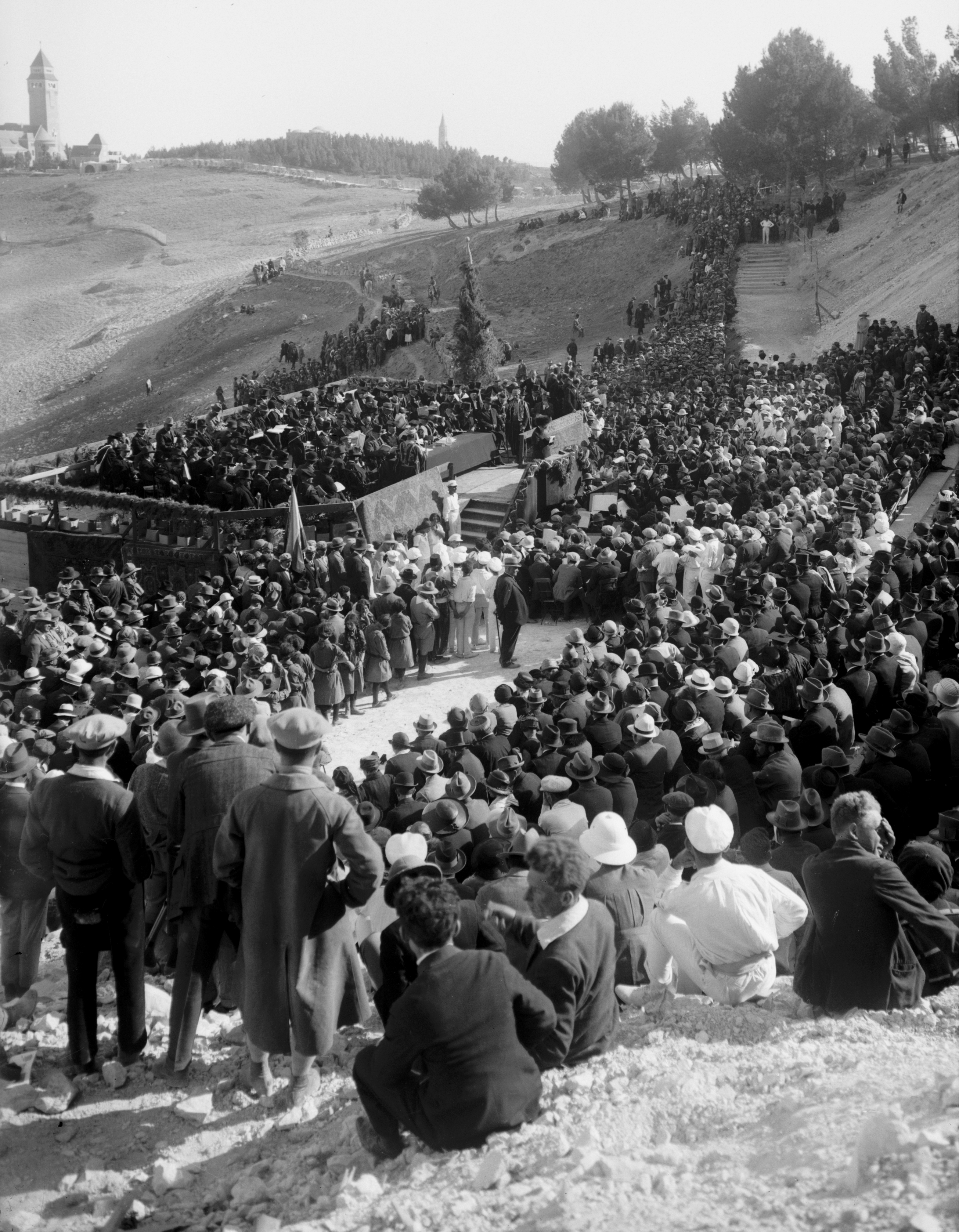
Założenie Uniwersytetu Hebrajskiego w Jerozolimie, 1925 rok

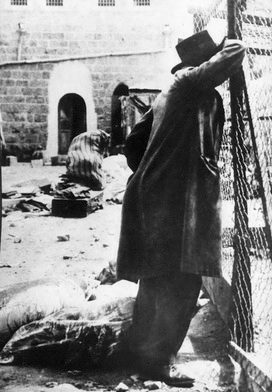
Po pogromie w Hebronie, 1929 rok

W latach 1924–1931 do Palestyny przybyła kolejna fala żydowskich imigrantów. Szacuje się, że w tym okresie w Palestynie osiedliło się około 80 tys. Żydów (w tym prawie 62 tys. Żydów polskich). Byli to rzemieślnicy i drobni przedsiębiorcy, którzy nie widzieli możliwości działania politycznego w Polsce. Ich napływ do Palestyny był silnym impulsem rozwoju.
1 kwietnia 1925 roku w Jerozolimie powstał Uniwersytet Hebrajski (HaUniwersita HaIwrit beJeruszalaim).

### Rozruchy arabskie w 1925 i 1929
W 1925 roku Arabowie zaatakowali osiedla żydowskie w Palestynie. Między innymi w Hebronie zginęło 150 żydowskich wychowanków szkoły rabinackiej. W całej Palestynie kilkuset Żydów zostało rannych. Rozruchy zostały powstrzymane przez brytyjskie wojska przybyłe z Egiptu.
16 sierpnia 1929 roku ortodoksyjna młodzież żydowska, za zgodą brytyjskich władz, urządziła w Jerozolimie pochód ku Murowi Zachodniemu. Arabowie odpowiedzieli spontaniczną demonstracją, która przerodziła się w gwałtowne rozruchy antyżydowskie podczas których zniszczono otoczenie Muru Zachodniego. W następnych dniach zamieszki objęły inne miasta Palestyny. W Hebronie doszło do pogromu Żydów. W odwecie grupy Żydów zaatakowały meczety w Jafie i Jerozolimie.
W starciach zginęło ogółem 133 Żydów, a 399 zostało rannych. Zginęło także 87 Arabów, a rannych zostało 91.
31 marca 1930 roku raport opublikowała Komisja Shawa, która prowadziła dochodzenie po rozruchach żydowsko-arabskich. Komisja zalecała wprowadzenie ostrych restrykcji policyjnych, ze szczególnym uwzględnieniem ograniczenia żydowskiej imigracji do Palestyny.
20 października 1930 roku Lord Passfield opublikował w imieniu rządu Wielkiej Brytanii drugą „białą księgę”, która ograniczała napływ żydowskich imigrantów do Palestyny.
W szczególności blokowała ona możliwość zakupu nowych ziem przez Żydów w Palestynie. Dokument podpisał minister kolonii, Lord Passfield.
Dokonany w 1931 roku spis ludności Palestyny wykazał w oficjalnych danych, że na 1 mln 36 tys. mieszkańców znajduje się 175 tys. Żydów (16,87% ogółu mieszkańców).

### Piąta alija (1931–1940)
W latach 1931–1940 piąta fala żydowskich imigrantów przybyła do Palestyny. Szacuje się, że w tym okresie około 250 tys. Żydów osiedliło się w Palestynie. W tej liczbie znajdowało się około 100 tys. Żydów niemieckich, którzy uciekali przed nazizmem z Europy.
W latach 1934–1948 nasiliła się nielegalna żydowska imigracja w Palestynie – ha’apalah (alija bet).

### Rewolta arabska z 1936

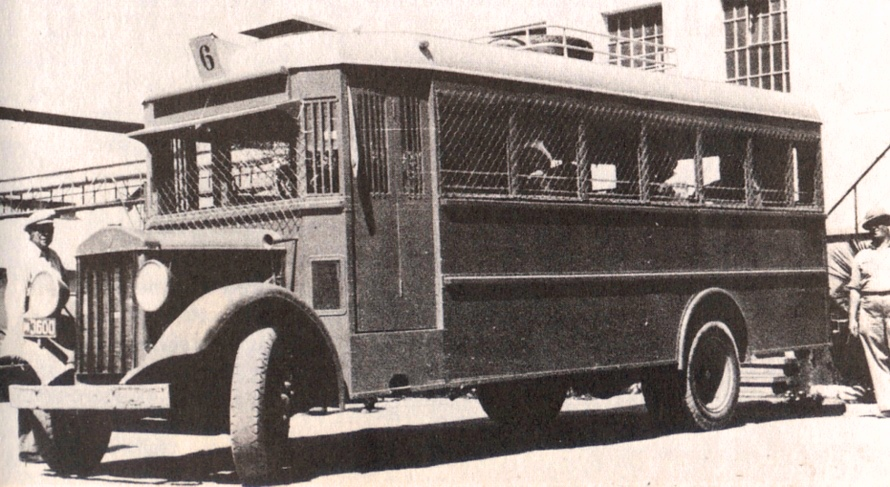
Żydowski autobus zabezpieczony przed arabskimi atakami, 1936 rok

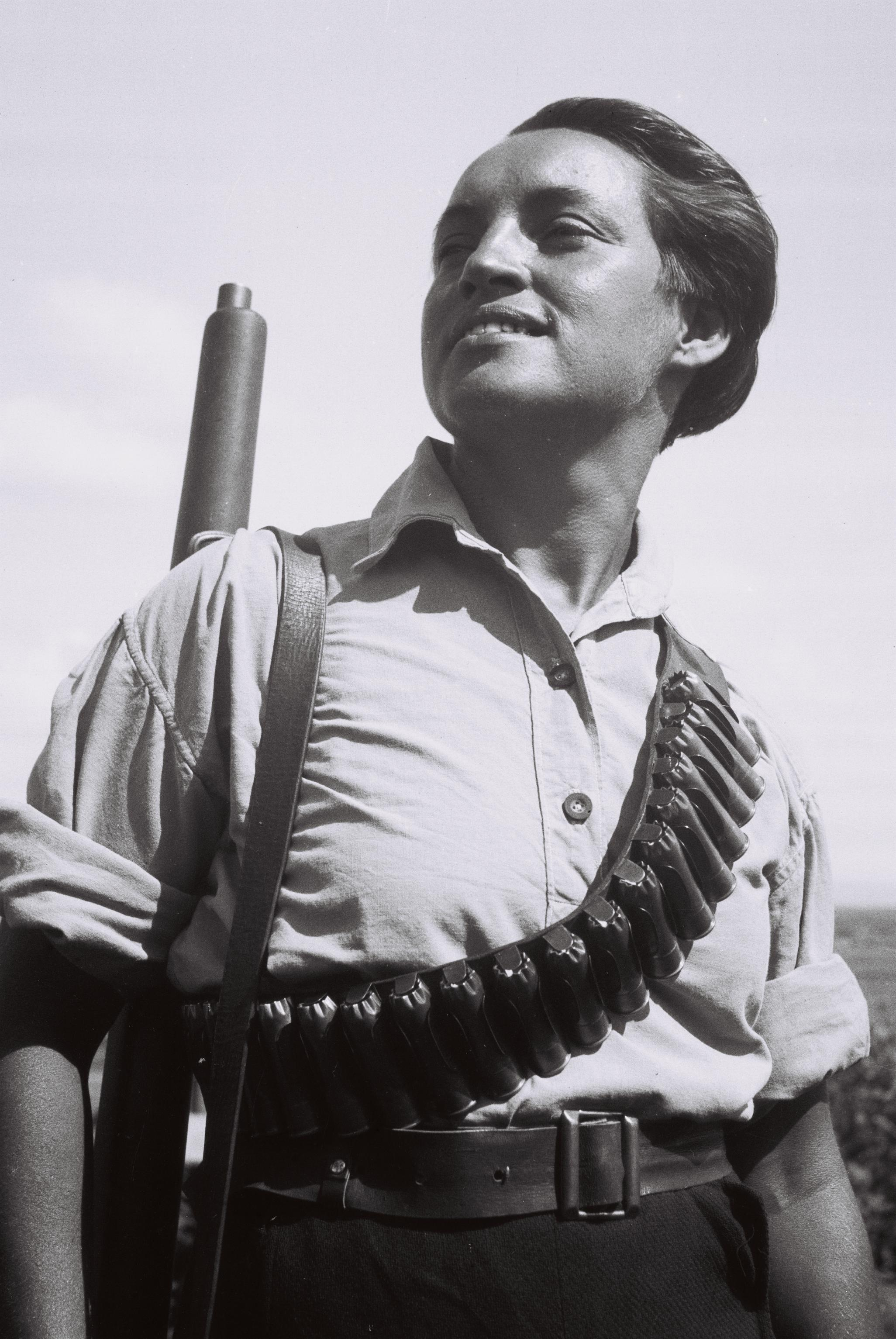
Żydowska strażniczka kibucu, 1936 rok

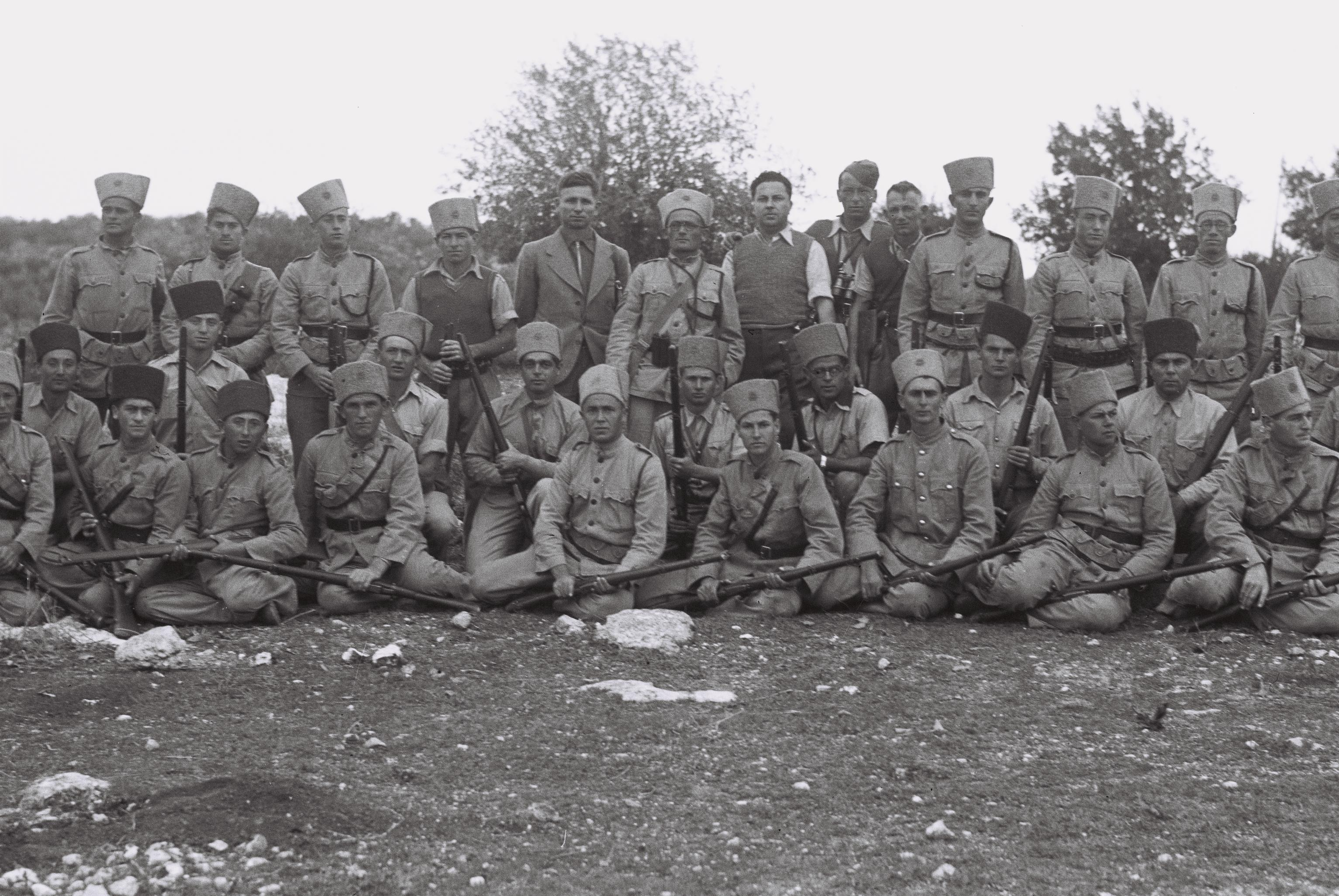
Jewish Settlement Police, 1938 rok

W listopadzie 1935 roku politycy arabscy przedstawili Brytyjczykom memorandum, domagając się utworzenia demokratycznego rządu arabskiego w Palestynie, wprowadzenia całkowitego zakazu żydowskiej imigracji oraz zakazu sprzedaży ziemi Żydom.

Równocześnie konferencja uczonych znawców Koranu zagroziła klątwą każdemu Arabowi, który sprzeda ziemię Żydom.
Napięcie w Palestynie nieustannie rosło i 21 kwietnia 1936 roku wybuchły z wielką siłą rozruchy antyżydowskie. W starciach zginęło ogółem 300 Żydów, 200 żołnierzy brytyjskich i 2 tysiące Arabów. Pomimo stłumienia rewolty arabskiej, nadal utrzymywało się napięcie w Palestynie. W latach 1936–1939 zbrojne grupy arabskie dokonały około 10 tys. akcji zbrojnych, w tym 1,3 tys. przeciwko placówkom brytyjskiego wojska. W starciach zginęło ogółem 2,8 tys. Arabów.
Skutkiem zamieszek 1936 roku była decyzja Żydów o szybkiej rozbudowie własnego portu w Hajfie (niezależnego od Jafy). W dalszej konsekwencji oznaczało to rosnącą izolację gospodarczą Żydów od Arabów.
7 lipca 1937 roku Komisja Królewska ogłosiła raport o przyczynach arabskich rozruchów w Palestynie (raport Komisji Peela). Podstawowe źródło konfliktu w Palestynie widziała w niepodległościowych aspiracjach Arabów, które kolidowały z dążeniami ruchu syjonistycznego. Ostatecznie osądzono, że jedynym wyjściem jest podział Palestyny na dwa państwa: małe żydowskie i duże arabskie, pozostawiając Jerozolimę i nadbrzeżny korytarz graniczny pod panowaniem brytyjskim.
3 sierpnia 1937 roku odbył się XX Kongres Syjonistyczny, na którym dyskutowano brytyjską propozycję podziału Palestyny. Pod namową Weizmana i Ben Guriona Żydzi niechętnie przyjęli propozycję Brytyjczyków.
Natomiast kraje arabskie odrzuciły brytyjską propozycję podziału Palestyny, i zapowiedziały walkę aż do osiągnięcia niepodległości i utworzenia rządu arabskiego. Już jesienią w Palestynie wzrosła liczba morderstw dokonywanych na Żydach. Arabowie rozpoczęli tworzenie oddziałów zbrojnych, które głównie w okolicach Nablusu, Nazaretu i Tyberiady, napadały na żydowskie osiedla oraz brytyjskie oddziały wojskowe.
Pomimo tak niekorzystnej sytuacji, wciąż rosła wielkość żydowskiej imigracji do Palestyny. Ocenia się, że w 1938 roku podczas nielegalnej imigracji (alija bet) w Palestynie osiedliło się około 100 tys. Żydów.
17 maja 1939 roku w wyniku nacisków strony arabskiej Wielka Brytania opublikowała trzecią „białą księgę”, zezwalającą na wjazd zaledwie 15 tys. żydowskich imigrantów do Palestyny w przeciągu najbliższych 5 lat.
Pomimo to, na przestrzeni całego 1939 roku 34 statki zdołały przedrzeć się przez brytyjską blokadę i dopłynąć do brzegów Palestyny z żydowskimi uciekinierami z Europy. Powstało 17 nowych osad.

### Szósta alija (1941–1947)
Szósta fala żydowskich imigrantów przybywała do Palestyny w trudnych wojennych latach 1941–1947.
W tej szóstej alii przybyli nieliczni, którym udało się uciec przed zagładą w Europie.
W lipcu 1947 roku brytyjskie okręty wojenne zatrzymały u wybrzeży Palestyny statek „Exodus 1947” z 4,5 tys. żydowskich uchodźców na pokładzie. Statek został siłą zmuszony do zawrócenia do portu Marsylia we Francji. Następnie popłynął do Hamburga w Niemczech, gdzie policja siłą zmusiła Żydów do opuszczenia statku. Uwaga opinii publicznej świata była skupiona na dramacie tych Żydów.

### Sprawa Palestyny w ONZ
29 listopada 1947 roku Zgromadzenie Ogólne Organizacji Narodów Zjednoczonych przyjęło rezolucję nr 181. Była to decyzja w sprawie podziału Palestyny.
W myśl rezolucji:
- państwo żydowskie miało liczyć 14 257 km² powierzchni i 935 tys. mieszkańców;
- państwo arabskie miało liczyć 11 664 km² powierzchni i 814 tys. mieszkańców.

### Wojna domowa w Palestynie
Zaraz po przyjęciu decyzji ONZ, arabskie oddziały zbrojne w Palestynie rozpoczęły kampanię ataków na żydowską komunikację pomiędzy osiedlami żydowskimi. Arabska przemoc bardzo szybko przybrała rozmiary prawdziwej wojny domowej.
Pierwszy akt wojny nastąpił 30 listopada 1947 roku, kiedy to został zaatakowany żydowski autobus w pobliżu Lod.

## Państwo Izrael
14 maja 1948 roku o godzinie 16:00, Dawid Ben Gurion odczytał na posiedzeniu Rady Ludowej (Mozet HaAm) w Tel Awiwie Deklarację Niepodległości, głoszącą o ustanowieniu Państwa Izrael.
W dniach 22–24 sierpnia 1948 roku w Jerozolimie zebrał się Komitet Wykonawczy Światowej Organizacji Syjonistycznej. Podjęto decyzję o kontynuowaniu żydowskiego osadnictwa w Palestynie, przy jednoczesnym rozwijaniu żydowskiego przemysłu i wzięciu pełnej odpowiedzialności za bezpieczeństwo wszystkich Żydów. Agencja Żydowska miała kontynuować działania promujące aliję, oraz ułatwiać imigrantom pełną absorpcję w nowej ojczyźnie.
W dniach 19 listopada-10 grudnia 1948 odbyły się cztery spotkania Komitetu Osadniczego (Va’adat haHityashvut), w skład którego wchodzili przedstawiciele rządu izraelskiego, Agencji Żydowskiej, Żydowskiego Funduszu Narodowego oraz związku zawodowego Histadrut. Zawarto porozumienie o współpracy w realizacji wielkiego projektu utworzenia 100 nowych żydowskich osad w Ziemi Izraela.
Równocześnie Agencja Żydowska rozpoczęła działania przygotowawcze do przyjęcia w Izraelu wielkiej fali żydowskiej imigracji z całego świata. Od połowy maja do końca 1948 do Izraela pomimo wojny przyjechało 102 000 nowych imigrantów. Pomimo prowadzonych działań wojennych powstało 28 nowych osiedli rolniczych. Był to proces osadniczy, którego nie dało się powstrzymać. Alija nieustannie rosła i każdego tygodnia do Izraela przybywały tysiące nowych imigrantów.
W lutym 1949 do Izraela przybyło 10 000 żydowskich imigrantów, których Brytyjczycy zwolnili ze swoich obozów dla internowanych na wyspie Cypr. Marzec był kulminacyjnym miesiącem alija. W ciągu tego miesiąca do Izraela przyjechało 30 000 nowych imigrantów. Wystąpiły poważne trudności z powodu braku mieszkań, braku miejsc pracy i środków pierwszej potrzeby. Tysiące imigrantów lokowano we wszystkich możliwych miejscach. Zasiedlano także opuszczone arabskie miasteczka i wioski.
Napływ wielu tysięcy imigrantów był olbrzymim wyzwaniem dla młodego państwa, które nie posiadało własnej infrastruktury i przemysłu. Kłopoty gospodarcze bardzo szybko osiągnęły rozmiary kryzysu gospodarczego.
26 kwietnia 1949 rząd ogłosił wprowadzenie ostrej polityki gospodarczej. Do realizacji tych celów powołano specjalny urząd państwowy zajmujący się racjonowaniem zapasów (Misrad haAspaka vehaKitzuv), na czele którego stał Dr. Josef Dov. Na większość produktów wprowadzono reglamentację. W najgorszym okresie na jedną osobę przysługiwał tygodniowo mały kawałek mięsa i dwa jajka. Aby obniżyć koszty utrzymania wprowadzono politykę deflacyjną, która dodatkowo hamowała rozwój gospodarki. Był olbrzymi deficyt w bilansie handlowym.
W wyniku tych działań, w czerwcu nastąpił spadek liczby nowych imigrantów przyjeżdżających do Izraela. Wynikało to także z trudności, jakie Żydzi napotykali przy wyjeździe z niektórych państw Wschodniej Europy.

### Operacja „Zaczarowany Dywan”
Pomimo trudnej sytuacji gospodarczej, w listopadzie 1949 roku izraelska armia przeprowadziła operację „Zaczarowany Dywan”, w której ewakuowano samolotami do Izraela 49 000 Żydów z Jemenu i Adenu. W ten sposób uniknęli oni prześladowań ze strony Arabów.
11 marca 1950 uruchomiono stację radiową Kol Zion laGola (Głos Syjonu dla Diaspory). Początkowo programy były nadawane w języku jidysz, angielskim i francuskim, ale stopniowo wprowadzano kolejne (ladino, rumuński, węgierski i inne). Audycje były przeznaczone dla nowych imigrantów, którzy nie opanowali jeszcze hebrajskiego.

### Operacja Ezdrasz i Nehemiasz

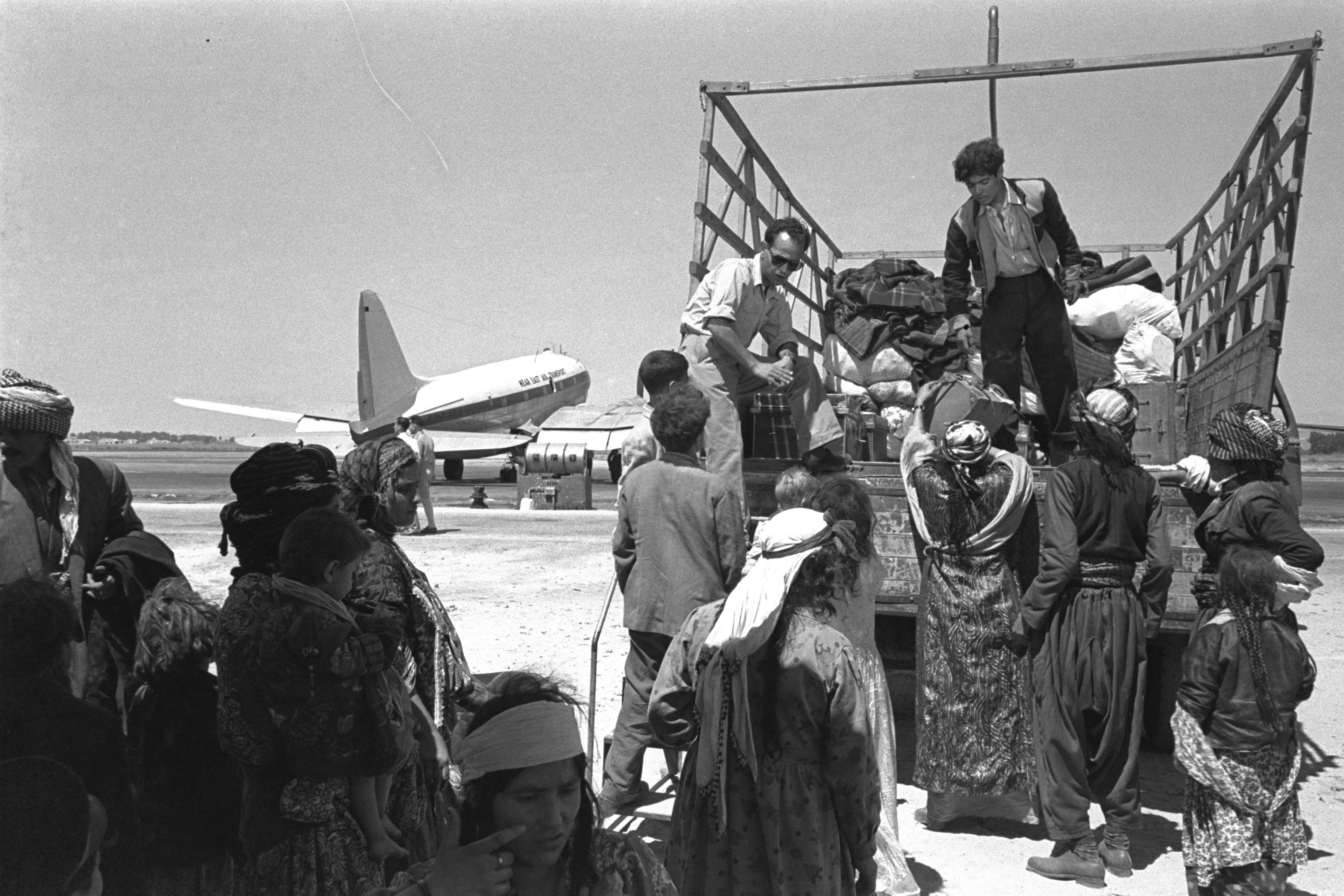
Imigranci z Iraku na lotnisku w Lod, 1951 rok

W maju 1950 roku izraelska armia przeprowadziła operację „Ezdrasz i Nehemiasz”, w trakcie której ewakuowano samolotami 140 000 Żydów z Iraku do Izraela. Uniknęli oni w ten sposób prześladowań i pogromów.
Dodatkowo armia przeprowadziła operację ewakuowania do Izraela 33 000 Żydów z Libii.
Nowi imigranci powiększyli tylko i tak poważne kłopoty gospodarcze Izraela. W tej sytuacji, w maju 1950 izraelskie władze wprowadziły nowe tymczasowe rozwiązanie narastającego problemu mieszkaniowego. Nowi imigranci byli tymczasowo umieszczani w ma’abara (przejściowych obozach imigracyjnych dla przesiedleńców). Imigranci mieszkali w namiotach lub drewnianych barakach. Pierwszy taki obóz założono 16 maja 1950 w Kesalon, w Judei.
W całym 1950 roku do Izraela przybyło ogółem 170 000 nowych imigrantów. Prawie 40% nowych przybyszów zamieszkało w 60 obozach ma’abara. Równocześnie zakładano nowe osiedla rolnicze, jednak ich tworzenie wiązało się z dużymi kosztami finansowymi i organizacyjnymi. W samym tylko czerwcu utworzono 20 takich nowych osiedli rolniczych. Była to rekordowa liczba utworzonych osad w ciągu jednego miesiąca. Liczba kibuców osiągnęła wówczas liczbę 214, w których żyło 67 550 ludzi (8% mieszkańców Izraela).

Imigracja żydowska napływająca do Izraela w latach 1948–2000

| Rok  | Liczba imigrantów przybywająca do Izraela |
| ---- | ----------------------------------------- |
| 1948 | 102 000                                   |
| 1949 | 248 000                                   |
| 1950 | 170 000                                   |

Źródło danych: Oficjalna strona Agencji Żydowskiej.

### Lata 1951–1956

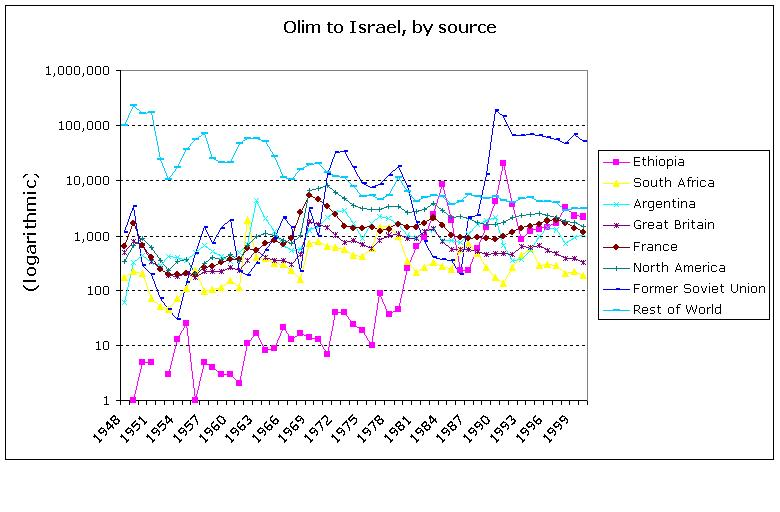
Pochodzenie imigrantów napływających do Izraela

W styczniu 1951 roku założono nową osadę Kfar Yeroham (późniejsze miasto Jerocham) na pustyni Negew, w odległości 35 km na południowy wschód od Beer Szewy. Od tego momentu przyjęto nowy model rozwoju miast. Równolegle realizowano duży projekt osuszania gruntów rolnych w dolinie Hula, na północy Galilei. Był to jeden z największych projektów rozwoju, wprowadzony w życie w pierwszych latach istnienia Izraela. Ogółem do końca 1951 roku do Izraela przyjechało 175 000 nowych imigrantów. Pomimo podjętych dużych projektów budowlanych, w obozach przejściowych dla przesiedleńców żyło 140 000 imigrantów, z czego 100 000 w namiotach, szopach i drewnianych barakach.
W 1952 nastąpił wyraźny spadek napływających imigrantów. Do końca roku do Izraela przybyło zaledwie 24 000 nowych imigrantów. Wynikało to głównie z poważnych kłopotów gospodarczych Izraela oraz wprowadzeniem odstraszającego systemu „wyboru”, który preferował młodych i zdrowych imigrantów. Ale minimum imigracji alija osiągnęła w 1953 roku, kiedy do Izraela przybyło zaledwie 11 000 nowych imigrantów. Tak mała liczba nowych przybyszów wynikała z ciężkich warunków życia w Izraelu i braku miejsc pracy.
W 1954 przyjechało 18 000 nowych imigrantów. Niewielka liczba nowych przybyszów umożliwiła władzom powolną absorpcję imigrantów. Departament Osadnictwa Rolniczego Agencji Żydowskiej przyjął nową metodę wspierania osadnictwa, które rozwijano teraz koncentrując wysiłki na jednym większym obszarze. W pierwszej kolejności działalność osadniczą skoncentrowano w rejonie Lachish na południu Izraela oraz w południowej części Doliny Jezreel.
19 kwietnia 1955 roku założono nowe miasto Ofakim na pustyni Negew. W następnych dwóch miesiącach utworzono szereg osad rolniczych w rejonie Lachish. Większość ich mieszkańców była kierowana bezpośrednio ze statków, w myśl nowego hasła: „ze statku na wieś”. Nowi imigranci w ten sposób omijali obozy dla przesiedleńców, w których panowały trudne warunki bytowe. 19 września założono nowe miasto Dimona na pustyni Negew. Do końca 1955 do Izraela przyjechało 37 000 nowych imigrantów, w większości z Maroka.
| Rok  | Liczba imigrantów przybywająca do Izraela |
| ---- | ----------------------------------------- |
| 1951 | 175 000                                   |
| 1952 | 24 000                                    |
| 1953 | 11 000                                    |
| 1954 | 18 000                                    |
| 1955 | 37 000                                    |
| 1956 | 56 000                                    |

Źródło danych: Oficjalna strona Agencji Żydowskiej.

### Lata 1956–1967
Po wojnie sueskiej 1956 przez wiele arabskich państw przeszły antyżydowskie rozruchy i pogromy. Między innymi w Egipcie aresztowano około 3000 Żydów, a ponad 25 000 Żydów przymusowo wydalono z kraju, konfiskując całe ich mienie. Z podobnych powodów około 50 000 Żydów opuściło Tunezję. W ten sposób do końca 1956 do Izraela przybyło 56 000 nowych żydowskich imigrantów, w większości z arabskich państw Afryki Północnej.
W 1957 do Izraela przyjechało 71 000 nowych imigrantów, w większości z Egiptu oraz m.in. Węgier i Polski, które przechodziły destalinizację, a wielu żydowskich stalinowców w tych państwach zostało usuniętych z władzy. Założono w tym czasie nowe miasto Ma’alot oraz ukończono prace osuszania Doliny Hula, uzyskując nowe obszary uprawnej ziemi.
Na przełomie marca-maja 1958 założono trzy nowe osady rolnicze w regionie Adullam. Ich założycielami byli imigranci z Indii, Persji, Maroka i Węgier. We wrześniu zaczęli napływać imigranci z Rumunii. W ten sposób, do końca 1958 do Izraela przybyło 27 000 nowych imigrantów.
W 1959 do Izraela przyjechało 24 000 nowych imigrantów. W 1960 przyjechało kolejne 24 000 imigrantów, w większości z Rumunii i Maroka. W 1961 było już 47 000 imigrantów, a w 1962 61 000 imigrantów i w 1963 64 000 imigrantów.
10 czerwca 1964 Izrael uruchomił Narodowy System Wodny (HaMovil Ha’Artzi). System pomp każdego dnia przepompowywał 1 mln m³ wody z Jeziora Tyberiadzkiego, który poprzez system otwartych kanałów, tuneli i olbrzymich rurociągów docierał do pustyni Negew. Dzięki tym inwestycjom można było rozwinąć rolnictwo na Negewie. Dzięki kolejnym inwestycjom w 1965 przeszło 90% mieszkańców Izraela korzystało już z elektryczności i bieżącej wody. Intensywnie rozbudowywano sieć telefoniczną. 21 listopada 1965 odbyła się uroczystość otworzenia portu w Aszdod.
Te inwestycje były bardzo ważnym impulsem w rozwoju gospodarki Izraela, które pomagały także w rozbudowie nowych żydowskich osiedli. Dzięki temu, pomimo coraz bardziej napiętych stosunków z arabskimi sąsiadami, w 1964 do Izraela przyjechało 54 000 imigrantów, w 1965 31 000 imigrantów, a w 1966 zaledwie 16 000.
| Rok  | Liczba imigrantów przybywająca do Izraela |
| ---- | ----------------------------------------- |
| 1957 | 71 000                                    |
| 1958 | 27 000                                    |
| 1959 | 23 000                                    |
| 1960 | 24 000                                    |
| 1961 | 47 000                                    |
| 1962 | 61 000                                    |
| 1963 | 64 000                                    |
| 1964 | 54 000                                    |
| 1965 | 31 000                                    |
| 1966 | 16 000                                    |
| 1967 | 14 000                                    |

Źródło danych: Oficjalna strona Agencji Żydowskiej.

### Osadnictwo na Zachodnim Brzegu
Po wygranej dla Izraela wojnie sześciodniowej 1967 w granice państwa żydowskiego weszły: Strefa Gazy, Judea, Samaria i Wzgórza Golan. Prawie natychmiast po zakończeniu działań wojennych rozpoczęło się żydowskie osadnictwo na tych ziemiach.
15 lipca 1967 powstał pierwszy kibuc na Wzgórzach Golan. Kibuc Merom Golan został założony przez lewicowych działaczy partii politycznej Mapai, którymi kierowały względy zapewnienia bezpieczeństwa strategicznego Izraelowi. W sierpniu 1967 powstał Ruch na rzecz Wielkiego Izraela, który postulował utworzenie osiedli żydowskich na zajętych arabskich terenach.

### Lata 1968–1973
9 czerwca 1968 rząd przejął od Agencji Żydowskiej odpowiedzialność za absorpcję nowych imigrantów przybywających do Izraela. W celu koordynacji wszystkich działań powołano Ministerstwo Imigracji i Absorpcji.
W 1969 roku do Izraela przyjechało 38 tys. nowych imigrantów, w większości z Zachodu, natomiast w 1970 przyjechało 36 tys. imigrantów, w tym ponad 10 tys. z ZSRR. Napływ radzieckich Żydów był silnym impulsem pobudzającym rozwój izraelskiej gospodarki. W 1971 założono Radę Syjonistyczną, która zajmowała się kształtowaniem świadomości syjonistycznej ochotników pracujących w kibucach i moszawach. Do Rady Syjonistycznej przyłączyło się ponad sto mniejszych organizacji, wliczając w to stowarzyszenia studenckie, ruchy kibucowe oraz moszawowe. Do końca 1971 do Izraela przyjechało 42 tys. nowych imigrantów.
2 stycznia 1972 do Izraela przyjechał słynny imigrant, Eliyahu Rips z Rygi, który w 1969 podpalił samego siebie w proteście przeciwko radzieckim ograniczeniom wyjazdu Żydów do Izraela. Do końca 1972 do Izraela przyjechało 56 tys. nowych imigrantów, w tym ponad połowa z ZSRR. W tym roku wybudowano ponad 50 tys. nowych mieszkań, co przyczyniło się do wzrostu gospodarczego Izraela. W 1973 pomimo wybuchu wojny Jom Kipur przyjechało kolejnych 55 tys. nowych imigrantów, z czego 33 tys. pochodziło z ZSRR.
| Rok  | Liczba imigrantów przybywająca do Izraela |
| ---- | ----------------------------------------- |
| 1968 | 21 000                                    |
| 1969 | 38 000                                    |
| 1970 | 36 000                                    |
| 1971 | 42 000                                    |
| 1972 | 56 000                                    |
| 1973 | 55 000                                    |

Źródło danych: Oficjalna strona Agencji Żydowskiej.

## Lata 1974–1983
W 1975 Żydowski Fundusz Narodowy nabył od arabskich rolników rozległe tereny w Samarii i Judei za ponad 7 mln USD. Na tych terenach rozpoczęto tworzenie nowych osiedli żydowskich. We wrześniu 1975 założono osiedle Ma’ale Adummim.
Stale napływający do Izraela imigranci wymagali utworzenia dla nich odpowiednich warunków absorpcji. W tym celu zakładano specjalne ośrodki absorpcji, których w 1976 istniało już 50, z miejscami dla 10 000 imigrantów.
Po wyborach parlamentarnych w 1977 roku po raz pierwszy do władzy w Izraelu doszła prawica w postaci koalicji politycznej Likudu. Nowy rząd zmienił podejście do terenów okupowanych i wprowadził oficjalną nazwy Samarii i Judei dla Zachodniego Brzegu (Jordanu). Samarię i Judeę zaczęto traktować jako prastare dziedzictwo narodu żydowskiego.
W 1977 roku pojawiła się druga fala żydowskich osadników, która napłynęła do Samarii i Judei. Nowe osady zakładano w strategicznie ważnych miejscach, na zboczach gór, nad dolinami i skrzyżowaniami ważnych dróg. Osady przypominały swoją budową twierdzę i zapewniały Żydom przewagę strategiczną i zupełną kontrolę nad całą okolicą. Liczba osadników żydowskich wzrosła z 1514 w 1970 do 5023 w 1977. Pomiędzy 1971 a 1977 rokiem powstały 44 nowe żydowskie osiedla. Równocześnie rozpoczęto zakrojone na dużą skalę prace budowlane w Samarii i Judei. Budowano sieci wodno-kanalizacyjne, nowe drogi, linie energetyczne i telefoniczne. Nowa infrastruktura miała na celu likwidację biedy i arabskich slumsów w Samarii i Judei.
| Rok  | Liczba imigrantów przybywająca do Izraela |
| ---- | ----------------------------------------- |
| 1974 | 32 000                                    |
| 1975 | 20 000                                    |
| 1976 | 20 000                                    |
| 1977 | 21 500                                    |
| 1978 | 26 000                                    |
| 1979 | 33 000                                    |
| 1980 | 20 000                                    |
| 1981 | 12 000                                    |
| 1982 | 15 500                                    |
| 1983 | 10 000                                    |

Źródło danych: Oficjalna strona Agencji Żydowskiej.